# Stare Kiejkuty
Stare Kiejkuty (deutsch Alt Keykuth) ist ein Dorf in Polen in der Woiwodschaft Ermland-Masuren. Es gehört zur Gmina Szczytno (Landgemeinde Ortelsburg) im Powiat Szczycieński (Kreis Ortelsburg).

## Geographische Lage
Stare Kiejkuty liegt in der südlichen Mitte der Woiwodschaft Ermland-Masuren, etwa acht Kilometer nördlich von Szczytno (deutsch Ortelsburg). Südwestlich des Dorfes liegt der Jezioro Wałpusz (Waldpuschsee), nordöstlich der Jezioro Starokiejkuckie (Alt Keykuther See).

## Geschichte

### Ortsgeschichte
Die erste urkundliche Erwähnung erfolgte 1391 oder 1414. Am 4. September 1429 erhielt Lorenz Salmund das Mühlenprivileg und zwei Hufe Land vom Komtur in Elbing. 1615 umfasst das Dorf 27 Hufe, acht davon wurden von Bauern bewirtschaftet. Weiterhin gab es dem Dorf einen Schulzen, je einen Müller, Krüger und Beutner. 1632 wuchs das Dorf um sechs Hufe. Zu Beginn des 18. Jahrhunderts wurde eine Schule eingerichtet.
1874 wurde Alt Keykuth ein Teil des neu errichteten Amtsbezirks Schöndamerau (polnisch Trelkowo) im ostpreußischen Kreis Ortelsburg. Bei der Volksabstimmung 1920 stimmten 297 für den Verbleib bei Deutschland, für Polen gab es keine Stimme.
Am Ende des Zweiten Weltkrieges wurde der Ort 1945 von der Roten Armee eingenommen und kam als Folge des Krieges an Polen. Er hielt die polnische Namensform „Stare Kiejkuty“ und ist heute mit dem Sitz eines Schulzenamtes (polnisch Sołectwo) eine Ortschaft im Verbund der Landgemeinde Szczytno (Ortelsburg) im Powiat Szczycieński (Kreis Ortelsburg), bis 1998 der Woiwodschaft Olsztyn, seither der Woiwodschaft Ermland-Masuren zugehörig.

### Einwohnerzahlen
| Jahr | Anzahl |       |
| ---- | ------ | ----- |
| 1785 | 140    | [ 4 ] |
| 1910 | 416    | [ 5 ] |
| 1933 | 334    | [ 6 ] |
| 1939 | 282    | [ 6 ] |
| 2011 | 158    | [ 1 ] |

## Geheimdienststation Stare Kiejkuty
Bei Stare Kiejkuty befindet sich ein Ausbildungslager des polnischen Auslandsgeheimdienstes.

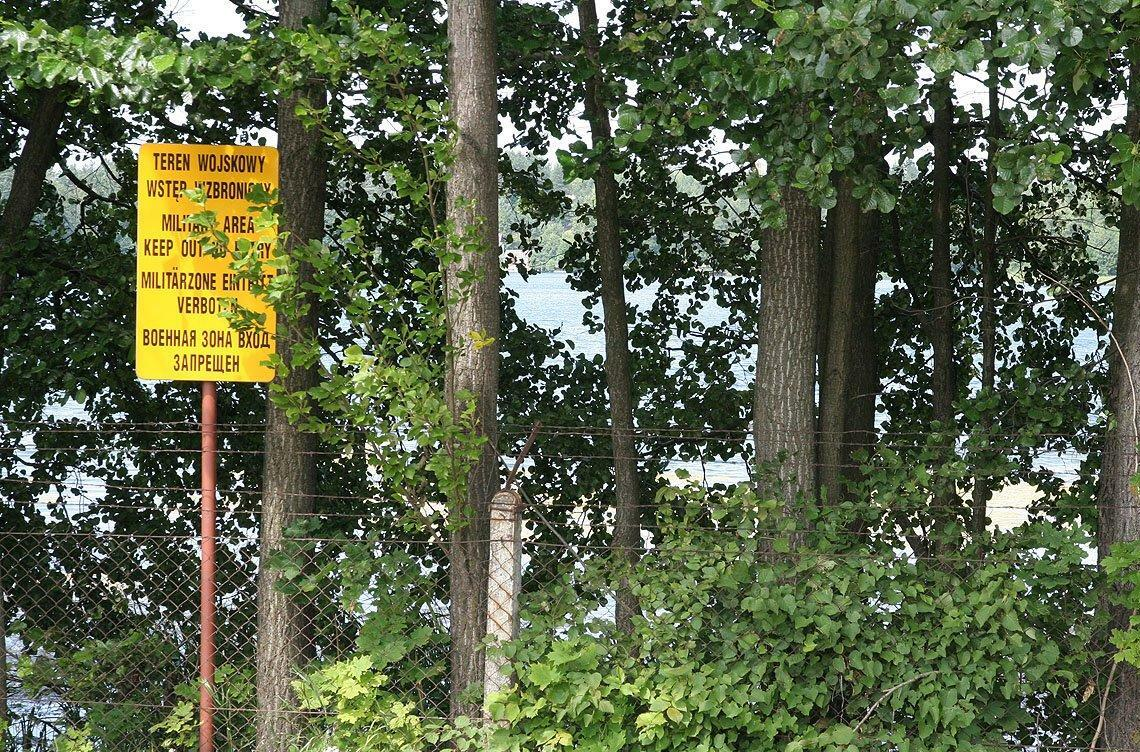
Sperrschild an der Militärbasis

In den Jahren 2002 bis 2004 soll sich auf der Militärbasis von Stare Kiejkuty das größte geheime Gefängnis der CIA befunden haben. Die Gefangenen sollen über den nahegelegenen Flughafen Szczytno-Szymany eingeflogen worden sein.
Der Europäische Gerichtshof für Menschenrechte (EGMR) in Straßburg verurteilte 2014 die Dritte Polnische Republik zur Zahlung des Schmerzensgeldes in Höhe von 100.000 und 130.000 Euro an zwei Gefängnisinsassen aus dem Black Site in Stare Kiejkuty.

## Kirche
Bis 1945 war Alt Keykuth evangelischerseits in die Kirche Groß Schöndamerau (polnisch Trelkowo), nur der östliche Teil in die Kirche Klein Jerutten (polnisch Jerutki) eingepfarrt und gehörte somit zur Kirchenprovinz Ostpreußen der Kirche der Altpreußischen Union. Katholischerseits bestand die Bindung Pfarrkirche in Ortelsburg im damaligen Bistum Ermland.
Heute gehört Stare Kiejkuty zur katholischen Kirche in Szczytno bzw. in Trelkowo, jetzt im Erzbistum Ermland gelegen. Die evangelischen Einwohner sind der Kirche Szczytno in der Diözese Masuren der Evangelisch-Augsburgischen Kirche in Polen zugeordnet.

## Verkehr
Durch das Dorf führt die Landesstraße 58, die im Süden durch Szczytno und im Osten durch Pisz (Johannisburg) führt.
Der nächstgelegene Flughafen ist der etwa 20 Kilometer nordwestlich gelegene Flughafen Olsztyn-Mazury in Szymany (Groß Schiemanen).
Eine Bahnanbindung besteht nicht.